# Culicoides neomontanus
Culicoides neomontanus är en tvåvingeart som beskrevs av Wirth 1976. Culicoides neomontanus ingår i släktet Culicoides och familjen svidknott. Inga underarter finns listade i Catalogue of Life.